# Сильваши, Золтан Золтанович
Золтан Золтанович Сильваши (укр. Золтан Золтанович Сільваші; род. 20 июня 1993, Великая Добронь, Закарпатская область) — украинский футболист, полузащитник немецкого клуба «Дазинг».

## Биография
Воспитанник академии ужгородского «Закарпатья», где его тренерами были А. Зан, В. Мухлинин. Выступал в детско-юношеской футбольной лиге Украины за ужгородский СДЮСШОР (2006—2008). После чего занимался в академии венгерского клуба «Вашаш». В сезоне 2011/12 играл за днепропетровский «Днепр» в молодёжном чемпионате Украины. Летом 2012 года прибыл на просмотр в симферопольскую «Таврию», с которой в итоге подписал контракт. Сильваши выступал за молодёжный состав крымчан, проведя единственный матч в основе 25 сентября 2013 года во встрече Кубка Украины против черкасского «Славутича» (1:3).
Во второй половине сезоне 2013/14 присоединился к венгерскому клубу «Мезёкёвешд». В его составе сыграл в одном матче чемпионата Венгрии — 31 мая 2014 года против «Дьёра» (0:5). После этого играл за венгерские клубы из низших дивизионов — «Шиофок» (2014) и «Кишварду» (2015). В 2015 году находился в стане словацкой команды «Римавска-Собота». С 2016 по 2018 год являлся игроком венгерского «Сентлёринца».
С 2018 года играл за любительские клубы из Германии «Туркспор Аугсбург» и «Пётмес».